# Damien Chazelle
Damien Sayre Chazelle (/ʃəˈzɛl/; sinh ngày 19 tháng 1 năm 1985) là một nam đạo diễn, nhà biên kịch kiêm nhà sản xuất điện ảnh người Mỹ. Anh thực hiện bộ phim đầu tay Guy and Madeline on a Park Bench (2009). Năm 2014, anh biên soạn và đạo diễn bộ phim thứ hai Whiplash dựa trên bộ phim ngắn cùng tên của anh vào năm 2013. Phim ra mắt ở Liên hoan phim Sundance và nhận 5 đề cử giải Oscar, bao gồm cả Phim hay nhất và Kịch bản chuyển thể xuất sắc nhất.
Bộ phim Những kẻ mộng mơ năm 2016 của anh đã đạt được thành công về mặt thương mại lẫn đánh giá phê bình tích cực, thắng 7 hạng mục đề cử, bao gồm Phim hài ca nhạc hay nhất, đạo diễn xuất sắc nhất và kịch bản hay nhất. Phim còn nhận kỷ lục 14 đề cử giải Oscar và thắng 6 giải, bao gồm đạo diễn xuất sắc nhất, giúp Chazelle trở thành người trẻ nhất trong lịch sử từng thắng hạng mục này ở tuổi 32. Anh còn được biết đến qua việc đạo diễn hai bộ phim Bước chân đầu tiên (2018) và Babylon (2022).

## Thời thơ ấu
Chazelle sinh ra trong một gia đình công giáo tại Providence, Rhode Island. Mẹ anh là bà Celia (Martin) Chazelle, một nhà văn và giáo sư lịch sử người Mỹ gốc Canada tại Đại học New Jersey, lớn lên ở Calgary, Alberta. Còn cha anh là Bernard Chazelle, một giáo sư khoa học máy tính người Mỹ gốc Pháp tại Đại học Princeton, có gốc từ Clamart, Pháp. Chazelle có một người chị tên Anna, là một nữ diễn viên và nghệ sĩ xiếc. Ông nội của anh là John Sayre Martin, Jr., con trai của John Sayre Martin từng làm việc tại Paramount Pictures ở Luân Đôn và Eileen Earle, một nữ diễn viên sân khấu.
Ban đầu anh ao ước làm phim, nhưng sau đó muốn trở thành một nhạc công, khổ luyện để trở thành một tay trống tại trường Trung học Princeton. Chazelle chia sẻ mình có một giáo viên âm nhạc vô cùng khắc nghiệt, là niềm cảm hứng cho nhân vật Terence Fletcher trong tác phẩm Whiplash. Cho rằng bản thân không có khiếu âm nhạc, anh quay trở lại với "mối tình đầu tiên" là làm phim sau khi tốt nghiệp trung học. Anh theo học khóa làm phim tại Đại học Harvard và tốt nghiệp năm 2007.

## Sự nghiệp
Anh mở đầu sự nghiệp đạo diễn và biên kịch bằng bộ phim Guy and Madeline on a Park Bench. Chazelle còn viết kịch bản cùng đạo diễn Ed Gass-Donnelly trong The Last Exorcism Part II (2013). Trong bộ phim ly kỳ Grand Piano nói về một nghệ sĩ piano lo lắng thỏa hiệp với một mối đe dọa chết người trong một buổi hòa nhạc, anh tham gia viết kịch bản. Lúc này dù đang làm công viết "viết văn thuê", anh vẫn giữ tham vọng viết nên kịch bản của chính mình. Anh miêu tả kịch bản Whiplash là phản hồi lúc đang trì hoãn một ý tưởng khác, "Tôi chỉ nghĩ nó không hiệu quả, hãy cất nó đi và viết điều gì đó về việc trở thành một tay trống jazz ở trường trung học. Anh nói thêm rằng ban đầu anh không muốn công khai kịch bản vì nó quá mang tính cá nhân khi nói, "Tôi để nó trong ngăn kéo".
Nhiều nhà sản xuất chú ý tới Whiplash nhưng không ai muốn dựng thành phim. Kịch bản dài 85 trang của Chazelle được đưa lên Danh sách đen 2012 và là một trong những bộ phim không thể thực hiện của năm, sau cùng nó được các nhà sản xuất, trong đó có Helen Estabrook chọn và giới thiệu J. K. Simmons vào vai giáo viên Terence Fletcher. Một bộ phim ngắn cùng tên, với cùng một nội dung chính, được lọt vào Liên hoan phim Sundance 2013, với vốn kinh phí quyên góp và phát hành năm 2014 với đông đảo những phản hồi tích cực.
Phim đã thắng giải thưởng dành cho phim ngắn tại Liên hoan này vào năm 2013. Năm 2014, phim dẫn đầu giải thưởng chung khảo và bảng phim chính kịch Hoa Kỳ dưới dạng phim dài. Phim chiến thắng giải lớn nhất và giải khán giả bình chọn tại Liên hoan phim Mỹ ở Deauville lần thứ 40. Ngày 15 tháng 5 năm 2015, Whiplash giành 5 đề cử giải Oscar, trong đó có "Kịch bản chuyển thể xuất sắc nhất" dành cho Chazelle. Ngoài ra phim còn đoạt giải nam diễn viên phụ xuất sắc nhất cho Simmons, dựng phim xuất sắc nhất và hòa âm hay nhất vào ngày 22 tháng 2 năm 2015 tại lễ trao giải Oscar lần thứ 87.
Chazelle đồng biên soạn 10 Cloverfield Lane, ra mắt ngày 11 tháng 3 năm 2016. Phim nhạc kịch, Những kẻ mộng mơ với diễn xuất chính của Ryan Gosling và Emma Stone, mở màn tại Liên hoan phim Venice vào ngày 31 tháng 8 năm 2016. Phim phát hành giới hạn tại Hoa Kỳ ngày 9 tháng 12 năm 2016, mở rộng ngày 16 tháng 12 năm 2016. Những kẻ mộng mơ nhận mười bốn đề cử tại giải Oscar lần thứ 89 tổ chức vào ngày 26 tháng 2 năm 2017, trong đó thắng sáu giải bao gồm đạo diễn xuất sắc nhất cho Chazelle giúp anh trở thành người trẻ nhất được vinh danh ở hạng mục này.
Chazelle sẽ tiếp tục hợp tác với Gosling trong First Man, một bộ phim từ kịch bản của Josh Singer cho Universal Pictures. Tác phẩm dựa trên cuốn tiểu sử First Man: The Life of Neil A. Armstrong của nhà văn James R. Hansen, viết về phi hành gia. Phim dự kiến được công chiếu vào ngày 12 tháng 10 năm 2018.

## Đời tư
Chazelle gặp Jasmine McGlade tại Đại học Havard và hai người kết hôn vào năm 2010; tuy nhiên sau đó cặp đôi này đã li dị năm 2014. Từ năm 2015 Chazelle hẹn hò với nữ diễn viên và doanh nhân Olivia Hamilton, cựu cố vấn của hãng McKinsey & Company, tốt nghiệp Đại học Princeton về kinh tế vài tài chính.

## Sự nghiệp điện ảnh
| Nam  | Tựa đề                           | Đạo diễn | Biên kịch | Sản xuất | Ghi chú |
| ---- | -------------------------------- | -------- | --------- | -------- | --- |
| 2009 | Guy and Madeline on a Park Bench | Có       | Có        | Có       | Đạo diễn đầu tay còn là nhà quay phim, biên tập và viết lời nhạc |
| 2013 | The Last Exorcism Part II        | Không    | Có        | Không    | Đồng biên soạn với Ed Gass-Donnelly |
| 2013 | Grand Piano                      | Không    | Có        | Không    | |
| 2014 | Whiplash                         | Có       | Có        | Không    | Dựa trên bộ phim ngắn cùng tên Đề cử—Giải Oscar cho kịch bản chuyển thể xuất sắc nhất Đề cử—Giải BAFTA cho Chỉ đạo xuất sắc nhất Đề cử—Giải BFCA cho người viết kịch bản hay nhất (gốc) Đề cử—Giải Tinh thần độc lập cho đạo diễn xuất sắc nhất |
| 2016 | 10 Cloverfield Lane              | Không    | Có        | Không    | Đồng biên soạn với Josh Campbell và Matt Stuecken |
| 2016 | Những kẻ khờ mộng mơ             | Có       | Có        | Không    | Đề cử—Giải Oscar cho kịch bản chuyển thể xuất sắc nhất Thắng—"Giải Oscar cho đạo diễn xuất sắc nhất" tại lễ trao giải Oscar lần thứ 89 (2017) và là người trẻ nhất từng đoạt giải ở hạng mục này. Thắng—Giải Quả cầu vàng cho đạo diễn xuất sắc nhất Thắng—Giải Quả cầu vàng cho kịch bản hay nhất Đề cử—Giải BAFTA cho kịch bản gốc xuất sắc nhất Thắng—Giải BAFTA cho đạo diễn xuất sắc nhất Đề cử—Giải Sư tử vàng cho đạo diễn xuất sắc nhất |
| 2018 | Bước chân đầu tiên               | Có       | Không     | Có       | |
| 2022 | Babylon                          | Có       | Có        | Không    | |